# U-858
 U-858  — немецкая подводная лодка типа IXC/40, времён Второй мировой войны.
Заказ на постройку субмарины был отдан 5 июня 1941 года. Лодка была заложена 11 декабря 1942 года на верфи судостроительной компании АГ Везер, Бремен, под строительным номером 1064, спущена на воду 17 июня 1943 года, 30 сентября 1943 года под командованием капитан-лейтенанта Тило Боде вошла в состав учебной 4-й флотилии. 1 мая 1944 года вошла в состав 2-й флотилии. 1 октября 1944 года вошла в состав 33-й флотилии. Лодка совершила 2 боевых похода, успехов не достигла. Сдалась союзникам в Делавэре, США, 14 мая 1945 года. Потоплена в конце 1947 года после использования при испытаниях торпед неподалёку от Новой Англии.